# Chirocephalus pelagonicus
Chirocephalus pelagonicus е вид хрилоного от семейство Chirocephalidae. Видът е уязвим и сериозно застрашен от изчезване.

## Разпространение
Разпространен е в Северна Македония.